# George Jessel
George Albert Jessel (ur. 3 kwietnia 1898, Nowy Jork – zm. 24 maja 1981, Los Angeles) – amerykański komik, producent filmowy i aktor.

## Filmografia
aktor
- 1919: The Other Man’s Wife jako Davy Simon
- 1929: Love, Live and Laugh jako Luigi
- 1967: Dolina lalek jako prowadzący rozdanie nagród Grammy

producent
- 1945: Siostry Dolly
- 1947: Zastanawiam się kto ją teraz całuje
- 1951: Spotkajmy się po przedstawieniu
- 1953: The I Don't Care Girl

## Wyróżnienia
Posiada swoją gwiazdę na Hollywoodzkiej Alei Gwiazd.